# 구글 프렌드 커넥트

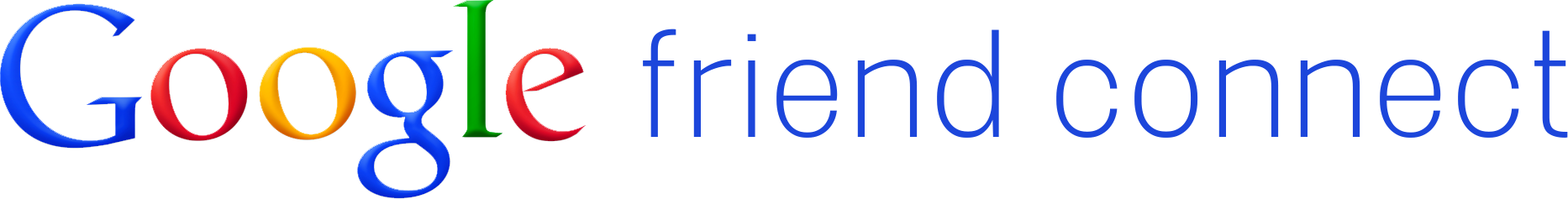

구글 프렌드 커넥트(Google Friend Connect)는 2008년부터 2012년까지 운영했던 무료 소셜 네트워킹 사이트였다. 페이스북 플랫폼 및 MySpaceID와 유사하게 분산형 접근 방식을 취하여 사용자가 프로필을 구축하여 제3자를 통해 정보(메시지, 사진 및 비디오 콘텐츠를 통해)를 공유하고 업데이트할 수 있었다. 이러한 사이트는 프로필 공유 및 사회적 교류를 위한 호스트 역할을 했다.
구글 프렌드 커넥트는 사용자가 추가 계정이나 사용자 이름을 등록할 필요가 없도록 오픈아이디, OAuth, 오픈소셜과 같은 개방형 표준을 사용했다. 일단 인증되면 메시지를 게시할 때 기존 프로필을 사용하고 소셜 그래프에 액세스할 수 있다.
MySpace API, 페이스북 커넥트(Facebook Connect) 및 구글 프렌드 커넥트와 같은 소셜 네트워크 API(웹상의 다양한 서비스가 서로 대화하는 방식)는 소셜 네트워킹 사이트를 넘어 외부 웹 사이트 및 애플리케이션에 대한 온라인 소셜 그래프를 가져온다. 이 소셜 그래프 기능을 사용하면 사용자는 제3자 사이트에 메시지를 게시할 수 있지만 사용자가 선택한 소셜 그래프 내에 포함된 승인된 다른 "친구"에게만 보기 액세스가 허용된다.
블로거가 아닌 모든 사이트에서는 2012년 3월 1일, 블로거 사이트에서는 2016년 1월 11일에 프렌드 커넥트가 삭제되었다.

## 같이 보기
- 구글 계정
- 오픈아이디
- 트위터